# Vesijärvi
Vesijärvi es un lago de 111 km² en la cuenca de Enonselkä, en Lahti, sur de Finlandia. El nombre, Vesijärvi, significa "Lago de Aguas". El lago permanece congelado entre los meses de enero y marzo. Sufrió los severos efectos de la eutrofización, especialmente durante los años 60, comenzando en 1970 un programa para su recuperación

## Remediación de la proliferación de cianobacterias
La biomanipulación es un enfoque que aplica el modelo de arriba hacia abajo de organización comunitaria, para alterar las características del ecosistema.
Los ecólogos utilizaron floraciones de cianobacterias como alternativa al uso de tratamientos químicos.
El lago Vesijärvi estuvo contaminado por las aguas residuales de la ciudad y las aguas residuales industriales hasta 1976, momento en el que los controles de contaminación redujeron estas entradas. 
En 1986 comenzaron a producirse floraciones masivas de cianobacterias, así como densas poblaciones de rutilos, un pez que se beneficiaba de los nutrientes minerales de la contaminación.  Los rutilos comen zooplancton que, de lo contrario, mantienen a raya a las cianobacterias.  Para remediar este problema, los ecólogos extrajeron alrededor de un millón de kilogramos de pescado, reduciendo los rutilos al 20% de su abundancia anterior, entre 1989 y 1994, y llenaron el lago con luciopercas, que comen rutilos.  Desde entonces, el agua se volvió clara y la última floración de cianobacterias fue en 1989.